# Andrzej Duda
Andrzej Sebastian Duda, född 16 maj 1972 i Kraków, är en polsk jurist och politiker. Han var Polens president mellan 2015–2025.
Före presidentvalet 2015 var han Europaparlamentariker åren 2014–2015. Han är utbildad jurist och har även avlagt doktorsexamen i juridik vid Jagellonska universitetet.
Han är känd för sin (katolska) religiositet.

## Utmärkelser
- Vita örnens orden (ex officio)
- Polonia Restitutas storkors (ex officio)
- Portugisiska förtjänstordens storkors (2008)
- Leopoldsorden (2015)
- Stara Planina-orden (14 april 2016)
- Vita lejonets orden (15 mars 2016)
- Sankt Olavs ordens storkors (23 maj 2016)
- Rumänska Stjärnans orden (10 juli 2016)
- Finlands Vita Ros’ orden (2017)
- Frälsarens orden (2017)
- Tre Stjärnors orden (2018)